# Gospodari svemira (1987.)
Gospodari svemira (eng. Masters of the Universe) američki je fantastični film iz 1987. u režiji Garyja Goddarda koji je labava igrano-filmska ekranizacija franšize "Gospodari svemira". Glavne uloge tumače Dolph Lundgren, Frank Langella i Courteney Cox.
To je bila treća filmska ekranizacija "Gospodara svemira", pošto su prve dvije bile animirani filmovi "He-Man i She-Ra: Tajna mača" i "He-Man i She-Ra: Božićno izdanje". Iako je film pušten u distribuciju kada je animirana serija "He-Man i Gospodari svemira" bila na vrhuncu slave, kritičarski odjek je bio slab a zaradio je samo 17.336.337 $ na američkim kino blagajnama, čime je bio tek 65. najkomercijalniji film 1987.

## Radnja
Planet Eternija. Zli Skeletor (Frank Langella) i njegova vojska uspjeli su zauzeti dvorac Sive lubanje i zarobiti Čarobnicu (Christina Pickles), nadajući se kako će ovladati tajnim moćima istih. He-Man (Dolph Lundgren) i njegovi prijatelji; Duncan (Jon Cypher) i Teela (Chelsea Field), su pripadnici snage otpora koji pokušavaju spasiti Čarobnicu iz dvorca. Nailaze na Gwildora (Billy Barty), patuljastog i genijalnog izumitelja koji je stvorio "Kozmički ključ" koji može otvoriti portal u bilo koji kutak svemira. He-Man i njegova skupina prodiru do dvorca, ali je Skeletorova vojska prejaka te stoga bježe uz pomoć ključa u drugu dimenziju - na Zemlju, točnije, u Kaliforniju. No na putu su izgubili ključ pa krenu u potragu naći ga.
Istodobno, mladi tinejdžerski par Julie (Courteney Cox) i Kevin (Robert Duncan McNeill) tuguju. Naime, Julijini roditelji su nedavno poginuli u avionskoj nesreći. Međutim, tada pronalaze "Kozmički ključ" te ga uključe. To odmah privuče pozornost Skeletorove zapovjednice Evil-Lyn (Meg Foster) koja s plaćenicima Saurodom (Pons Maar), Bladeom (Anthony De Longis), Beastmanom (Tony Carroll) i Kargom (Robert Towers) odlazi na Zemlju kako bi uzeli ključ. Ipak, spasi ih He-Man. Zbog bitke, škola je teško oštećena, pa se u priču uplete i cinični, ćelavi detektiv Lubic (James Tolkan). Upravo kada isti planira uhititi Gwildora, He-Mana i ostale, pojavi se Skeletor osobno i zarobi He-Mana pod prijetnjom da će nauditi Zemljanima. Ipak, Gwildor i Kevin uspiju sastaviti glazbenu podlogu za novi ključ i otići natrag u dvorac Sive lubanje. Tamo Skeletor iskoristi moći dvorca i postane moćni ratnik. He-Man ga pobijedi u borbi i Skeletor padne u provaliju u dvorcu. Lubic dobrovoljno ostaje na Eterniji zbog tamošnjih žena a Julie i Kevin se vraćaju natrag na Zemlju, i to dan prije nesreće, tako da Julie uspijeva spriječiti roditelje od pogibelji.

## Glumci
- Dolph Lundgren - He-Man
- Frank Langella - Skeletor
- Courteney Cox - Julia "Julie" Winston
- Jon Cypher - Duncan
- Chelsea Field - Teela
- Anthony De Longis - Blade
- Meg Foster - Evil-Lyn
- Tony Carroll - Beast Man
- Billy Barty - Gwildor
- Robert Duncan McNeill - Kevin Corrigan
- James Tolkan - Detektiv Lubic
- Christina Pickles - Čarobnica
- Pons Maar - Saurod
- Robert Towers - Karg

## Nagrade
- 3 nominacije za nagradu Saturn (najbolji ZF film, najbolji kostimi, najbolji specijalni efekti) i osvojena posebna nagrada "Srebrni uvojak" (Gary Goddard).

## Produkcija
Izvorni scenarij Davida Odella pregledan je u epizodi 3 "Masters Casta", podcasta He-Mana i She-Re. Scenarij je isprva bio puno vjerniji izvornom materijalu. Radnja je više vremena provodila na Eterniji, Zmijskoj planini (sjedištu Skeletora), Beast Man je imao govornu ulogu, a ispostavilo se da He-Manova majka potječe sa Zemlje.

## Usporedbe s "Četvrtim svijetom" Jacka Kirbyja
Pisac i crtać stripova John Byrne usporedio je film "Gospodari svemira" sa stripom "Četvrti svijet" Jacka Kirbyja, izjavivši u Comic Shop News #497:  
| »       | "Najbolji film o Novim bogovima je, moram otvoreno priznati, "Gospodari svemira". Čak sam kontaktirao redatelja koji mi je rekao da mu je to i bila namjera, i da je pokušao nagovoriti [Jacka] Kirbyja da napravi produkcijski dizajn za film, ali studio je to odbio. Provjerite sami. Zahtijeva ponešto fleksibilnosti i povremeno promjenu spolova (Metron postaje ružni patuljak, a Highfather postaje čarobnica), ali izuzev toga to je nevjerojatno sličan analog. A Skeletor Franka Langelle je kicoš verzija Darkseida!". | « |
| {{{2}}} | |   |

Redatelj Gary Goddard potvrdio je to u pismu koje je objavljeno u John Byrne's Next Men: 
| »       | "Kao redatelj "Gospodara svemira", bilo je zadovoljstvo vidjeti da su neki ljudi shvatili poantu. Vaša usporedba filma sa "Novim bogovima" Jacka Kirbyja nije toliko daleka od istine. Zapravo, priča je nadahnuće uveliko pronašla u klasičnim Fantastic Four/Doctor Doom epovima, "Novim bogovima" a dijelom je Thor ubačen tu i tamo. Htio sam da film bude “igrani stip”, iako je to bilo teško prodati studiju u to vrijeme...Možda će vas zanimati da sam probao posvetiti "Gospodare svemira" Jacku Kirbyju u odjavnoj špici, ali je studio tu posvetu izbacio." | « |
| {{{2}}} | |   |

Brian Cronin, autor kolumne "Razotkrivanje urbanih legendi stripova", zaključio je da film nije doslovna adaptacija "Četvrtog svijeta", iako je namjera bila napraviti priču u obliku posvete Kirbyju - ali u obliku posvete svim njegovim dijelima, ne samo "Četvrtog svijeta."

## Napušteni nastavak
Cannon Films je namjeravao snimiti nastavak, što je naglašeno u sceni nakon odjavne špice kada Skeletor ustaje iz ružićaste tekućine pošto je preživio pad, te izjavljuje: "Vratitit ću se!" Međutim, nakon slabog odjeka na kino blagajnama, koji je tek pokrio budžet filma, a i zbog činjenice što vlasnicima He-Man franšize, Mattelu, nije isplaćen honorar, Cannon je napustio tu ideju, te je kostime i lokacije iz nikada snimljenog nastavka iskoristio u potpuno drugom filmu, niskobudžetnom akciću Kiborg.

## Recenzije
Film je uglavnom dobio mlake ocjene kritičara. Mark Salisbury je primjerice zapisao:
"Tu ima puno blještavila i prasaka, ali efekti nisu niti specijalni niti dovoljno "kamp" da bi bili više nego samo umjereno zabavni."
Rita Kempley je za Washington Post zapisala:
"Likovi hodaju po priči, takva kakva je, jednako statično poput njihovih originalnih figura u istoimenom popodnevnom crtiću za djecu. Za razliku od likova u filmovima o "Supermanu", ovima manjka humora i motivacije".

## Pokušaji snimanja novog filma
Godine 2007. pojavile su se glasine o snimanju novog filma o He-Manu kojeg je trebao režirati John Woo, međutim projekt nije nikada službeno odobren. Filmska prava za franšizu vraćena su potom poduzeću Mattel.
Godine 2008. pojavile su ne nove glasine o mogućem filmu, koji se trebao zvati Grayskull: Masters of the Universe, u produkciji Joela Silvera a prema scenariju Justina Marksa. Navodno su trebali biti upotrijebljeni vizualni efekti po uzoru na hit 300. Navodni scenarij objavljen je na Internetu. 2009. procurila je vijest da redatelj filma Kung Fu Panda, John Stevenson, kani preuzeti redateljsku dužnost filma. Iste godine redatelj Renny Harlin bio je u pregovorima režije filma koji bi navodno trebao izaći u kina 2011. 12. svibnja 2009. objavljeno je da je pisanje scenarija prepušteno Evanu Daughertyju, iako je John Stevenson još uvijek iskazao želju za režiranjem filma. 
U rujnu 2009., Sony je preuzeo filmska prava "Gospodara svemira" od Warner Brosa pošto su Mattel i Silver imali kreativne razmirice. Todd Black, Jason Blumenthal i Steve Tisch su dobili zadatak smišljanja novog "He-Man" filma, bez ikakvih spona s prijašnjim scnarijem. Scenaristi Mike Finch i Alex Litvak unajmljeni su radi pisanja sinopsisa, međutim novi film i dalje nije službeno potvrđen.

## Vanjske poveznice
- Gospodari svemira u internetskoj bazi filmova IMDb-a
- Gospodari svemira na Rotten Tomatoes
- Službena stranica filma na Warner Bros.